# Reflex del penja-robes
El reflex del penja-robes o del penjador és un reflex humà mencionant per primera vegada per J.E. Christensen, de l'Institut de Salut Internacional, Immunologia i Microbiologia (Universitat de Copenhaguen, Dinamarca), l'agost de 1991, a l'article científic "Nou tractament de la torticolis espasmòdica", a la revista mèdica The Lancet, en relació amb el tractament de la torticoli espasmòdica. El reflex es produeix quan es rodeja el cap d'una persona amb un penjador de filferroː el penjador comprimeix la regió frontotemporal i el cap gira involuntàriament. La causa d'aquest efecte no és clara encara.
El fenomen va cridar l'atenció a les xarxes socials a mitjans de setembre de 2020, sent conegut com el "Hanger Challenge" ("repte del penja-robes"), amb vídeos publicats mostrant gent experimentant el reflex.